# كلوديا شميت
كلوديا شميت (بالألمانية: Claudia Schmied )‏ (و. 1959  م) هي سياسية نمساوية، ولدت في فيينا، هي عضوةٌ الحزب الديمقراطي الاجتماعي النمساوي.

## مناصب
تولت منصب وزير.

## التعليم
تعلمت في جامعة فيينا للاقتصاد وإدارة الأعمال ‏.

## روابط خارجية
- كلوديا شميت على موقع IMDb (الإنجليزية)
- كلوديا شميت على موقع مونزينجر (الألمانية)